# Bieniędzice
Bieniędzice – wieś w Polsce położona w województwie mazowieckim, w powiecie radomskim, w gminie Wolanów. Ma status sołectwa.
W skład sołectwa Bieniędzice wchodzi także wieś Michałów.
| SIMC    | Nazwa          | Rodzaj                    |
| ------- | -------------- | ------------------------- |
| 0641271 | Las Wawrzyszów | przysiółek                |
| 0641288 | Michałów       | przysiółek (do roku 2024) |

Prywatna wieś szlachecka, położona była w drugiej połowie XVI wieku w powiecie radomskim województwa sandomierskiego. W latach 1975–1998 miejscowość administracyjnie należała do województwa radomskiego.
Wierni Kościoła rzymskokatolickiego należą do parafii Wniebowzięcia Najświętszej Maryi Panny w Jarosławicach.